# گربه‌ها در اینترنت

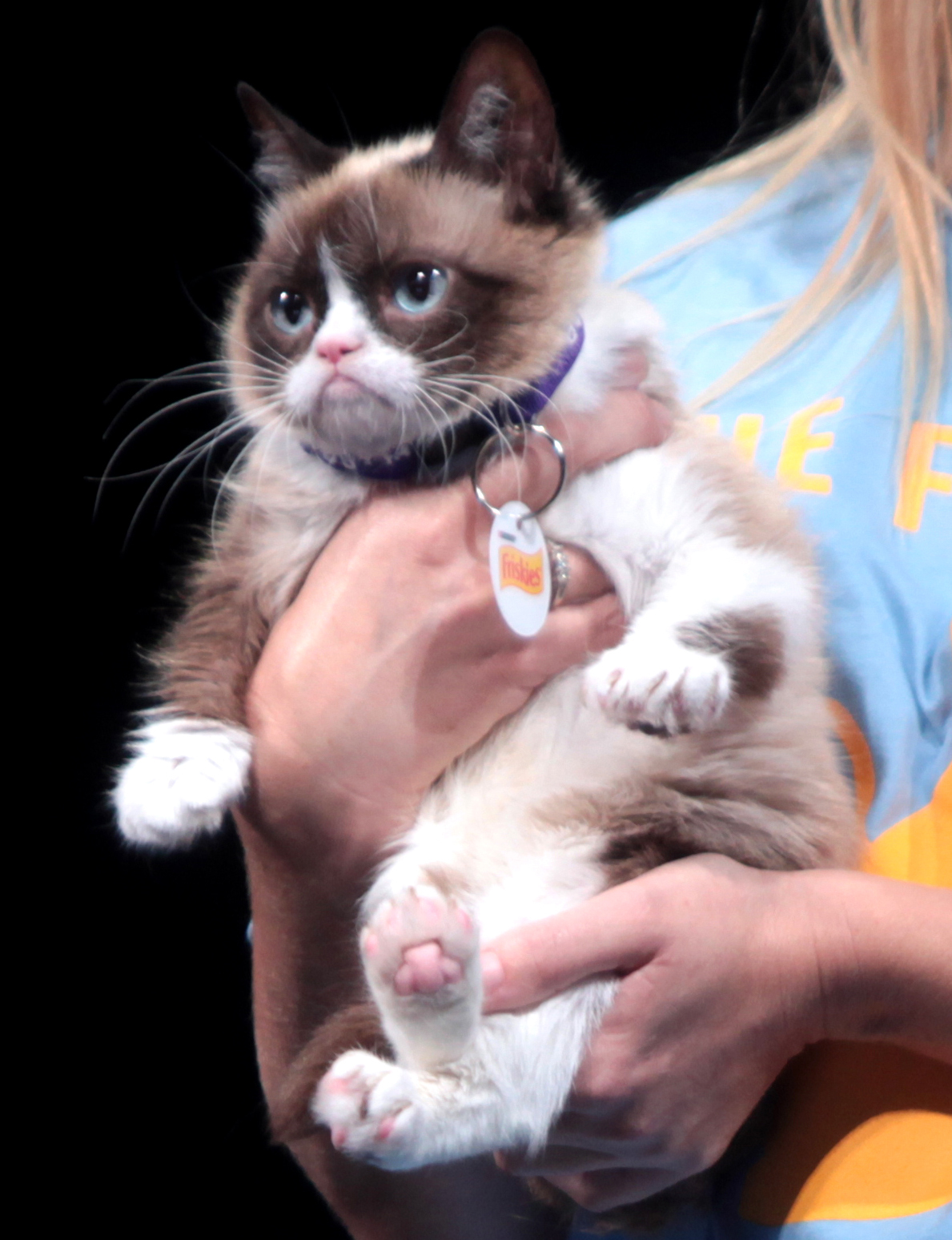
گربه اخمو، گربه‌ای که معروف شده‌بود، در سال ۲۰۱۴.

تصاویر و ویدئوهای گربه‌ها یکی از پربازدیدترین محتواهای وب جهان‌گستر، بیشتر در شکل عکس ماکرو است. ثات کاتالوگ گربه‌ها را «خوش‌یمن‌های غیررسمی اینترنت» توصیف کرده‌است.
این موضوع توجه شماری از پژوهشگران و منتقدان را به خود جلب کرده، که چرا این گونه از هنر پایین به این مقام نمادین رسیده‌است. هرچند که ممکن است بیهوده در نظر گرفته شود، فهم محتوای مربوط به گربه‌ها در اینترنت به چگونگی تعامل مردم با رسانه و فرهنگ کمک می‌کند. برخی ادعا دارند که در این محتوای به نسبت ساده، ژرفا و پیچیدگی خاصی وجود دارد و اشاره دارند که تأثیرات مثبتی که جانوران خانگی بر صاحبشان دارند، دربارهٔ عکس‌های گربه‌ها در اینترنت صدق می‌کند.
پژوهش‌ها نشان داده‌است که دیدن گربه‌ها در این اینترنت به احساسات مثبت مرتبط است و حتی ممکن است برای برخی کاربران مانند گونه‌ای از روانکاوی آنلاین یا تسکین استرس باشد. برخی از تحقیقات همچنین نشان می‌دهند که احساس گناه هنگام به تعویق انداختن کارها را می‌توان با مشاهده محتوای گربه کاهش داد.
برخی از گربه‌ها، مانند گربه اخمو و لیل باب، به خاطر ظاهر غیرعادی و ویدیوهای بامزه گربه‌ای در اینترنت محبوب شده‌اند.

## تاریخ
انسان‌ها همیشه با گربه‌ها روابط نزدیکی داشته‌اند و جانوران همیشه موضوع فیلم‌های کوتاه بودند، مانند فیلم‌های بی‌صدای اولیه گربه‌های مشت‌زن (۱۸۹۴) و گربه بیمار (۱۹۰۳). گربه‌ها از زمان ظهور اینترنت در دهه ۱۹۹۰، از راه ایمیل به اشتراک گذاشته می‌شدند. نخستین ویدیوی گربه‌ای در یوتیوب در سال ۲۰۰۵ توسط بنیان‌گذار مشترک یوتیوب، استیو چن به اشتراک گذاشته شد. همان سال، ویدیویی به نام «توله سگ در برابر گربه» نخستین ویدیوی محبوب گربه‌ای شد که تا سال ۲۰۱۵، ۱۶ میلیون بازدید داشت. قدیمی‌ترین وبگاه گربه‌ای، sophie.net است که از اکتبر ۱۹۹۹ راه‌اندازی شد و تاکنون فعال است.
نیویورک تایمز تصاویر گربه را به عنوان «عنصر اساسی ساختمان اینترنت» توصیف کرد. علاوه بر این، ۲٬۵۹۴٬۳۲۹ تصویر گربه به صورت دستی توسط کاربران در فلیکر حاشیه‌نویسی شده‌است. یک پدیده جالب این است که بسیاری از صاحبان عکس، گربه‌های خانگی خود را با عنوان «ببر» برچسب‌گذاری می‌کنند.
اریک ناکاگاوا و کاری اونباسامی در سال ۲۰۰۷ وبگاه آی کن هز چیزبرگر را راه‌اندازی کردند و در آن تصاویر بامزه از گربه‌ها را به اشتراک می‌گذاشتند. این وبگاه به کاربران اجازه می‌داد با گذاشتن نوشته بالای عکس گربه‌ها، میم‌های لول‌کت ایجاد کنند. این وبگاه ماهانه بیش از ۱۰۰ میلیون بازدید دارد و «گونه کاملاً تازه‌ای از فرهنگ اینترنتی درست کرده‌است.» در سال ۲۰۰۹، وبگاه طنز یورلسک، ۹ سپتامبر را «روز بدون گربه‌ها در اینترنت» اعلام کرد و بیش از ۴۰ وبگاه پذیرفتند که «برای حداقل ۲۴ ساعت گربه‌ها را از صفحه‌شان قدغن کنند.» تا تاریخ ۲۰۱۵، در یوتیوب به تنهایی بیش از ۲ میلیون ویدیوی گربه وجود دارد، و گربه‌ها یکی از جستجوشده‌ترین کلیدواژه‌های اینترنت هستند. سی‌ان‌ان بر آن داشت که در سال ۲۰۱۵، حدود ۶٬۵ میلیارد عکس از گربه‌ها در اینترنت باشد.
در سال ۲۰۱۵، نمایشگاهی به نام «چگونه گربه‌ها اینترنت را تحت چیرگی خود درآوردند» در موزه تصویر متحرک نیویورک برگزار شد. این نمایشگاه به «تاریخ چگونگی رسیده آن‌ها به شهرت اینترنتی و چرا مردم آن‌ها را بسیار دوست دارند» پرداخت. حتی کتابی به عنوان «چگونه گربه خود را یک سلبریتی اینترنتی کنید: یک راهنمای آزادی مالی» وجود دارد. جشنواره ویدیوی گربه اینترنتی که سالانه برگزار می‌شود، به ویدیوهای گربه‌ای جایزه می‌دهد. دیلی تلگراف یک نوشتار کامل پیرامون روز جهانی گربه‌ها نوشت.

## سلبریتی‌ها

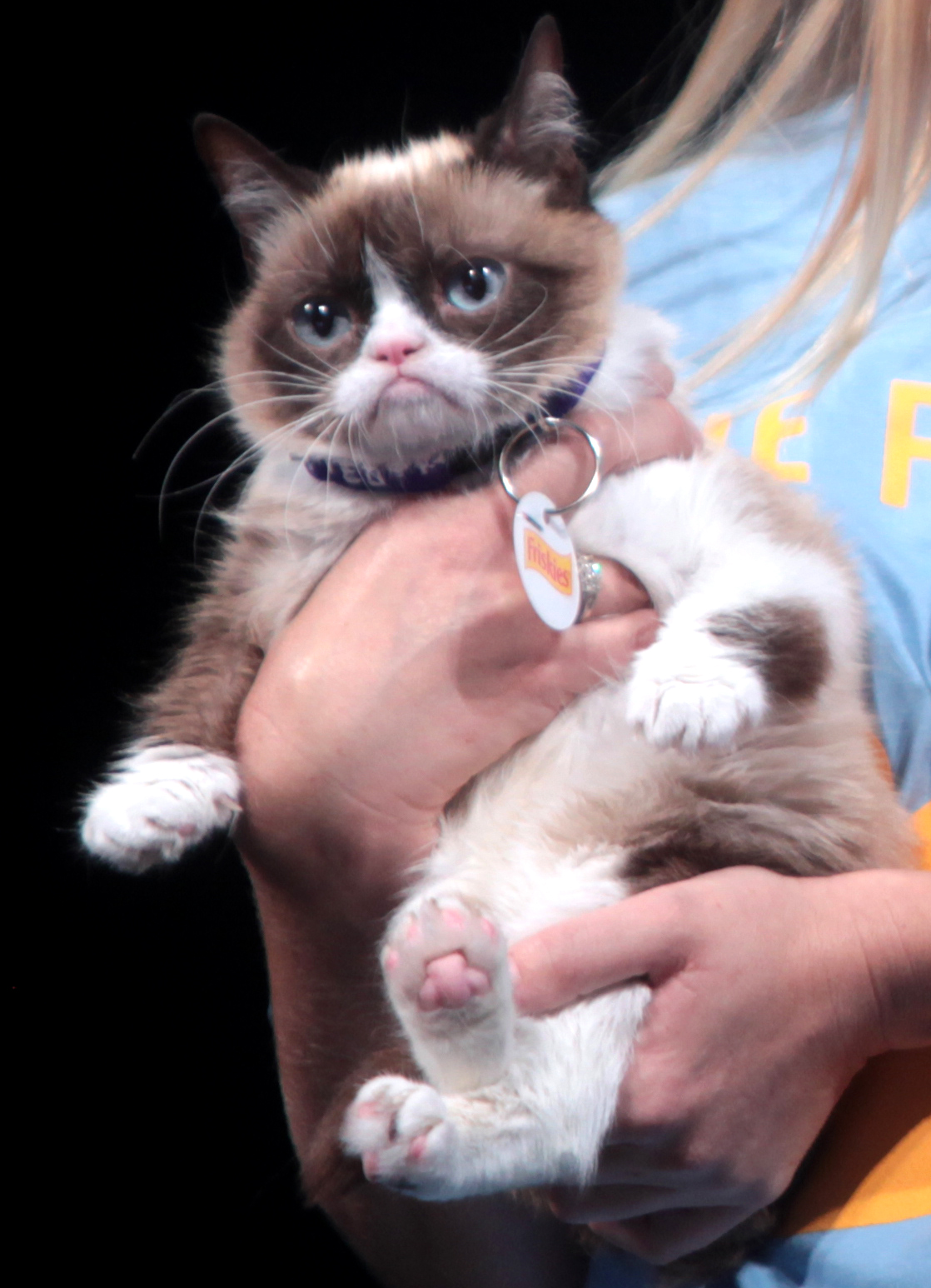
گربه اخمو

به دلیل جدید بودن نسبی این صنعت، اکثر صاحبان گربه‌های معروف بدون برنامه‌ریزی عمدی به ستاره‌های اینترنتی دست و پا می‌زنند.

### گربه اخمو
تاردار ساس، (زاده ۴ آوریل ۲۰۱۲، درگذشته ۱۵ مه ۲۰۱۹)، که با نام اینترنتی «گربه اخمو» شناخته می‌شود، یک گربه و ستاره اینترنتی شناخته شده برای حالت چهره‌اش بود. صاحب او، تاباثا بوندسن، گفت که حالت چهره او به دلیل ناهنجاری دندانی و کوتوله بودنش است. محبوبیت گربه اخمو از یک پست در ردیت که توسط برادر بوندسن در تاریخ ۲۲ سپتامبر ۲۰۱۲ منتشر شد سرچشمه می‌گیرد. در ۳۰ مه ۲۰۱۳، گربه اخمو در جلد روی وال‌استریت جورنال قرار گرفت و در تاریخ ۷ اکتبر ۲۰۱۳ برروی جلد یکی از مجله‌های نیویورک قرار داشت.

## میم‌های اینترنتی

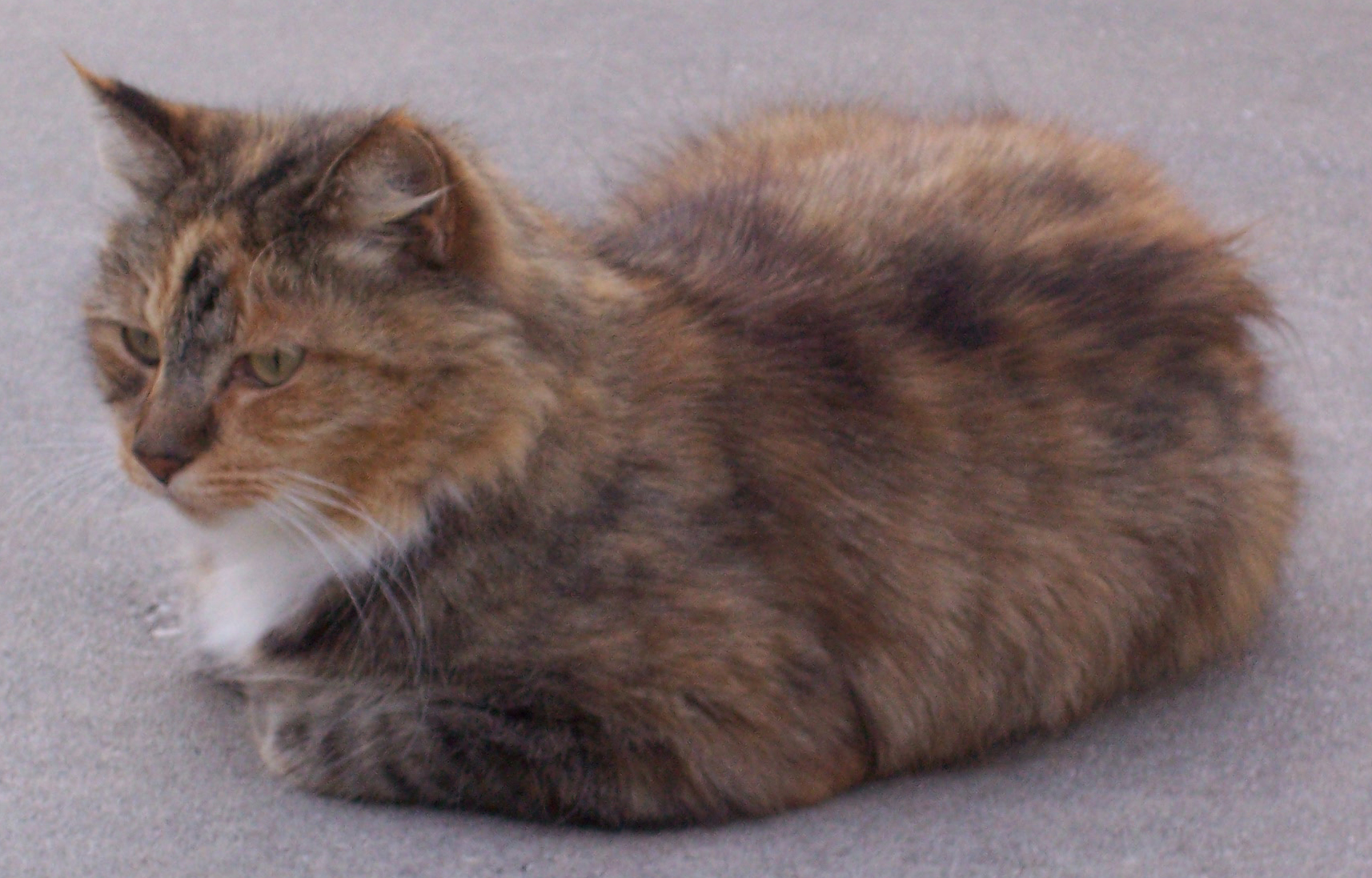
گربه ناز در موقعیت نان

### بونگو کت
بونگو کت از میم‌های اینترنتی دربارهٔ یک گربهٔ کارتونی است که در ۷ مه ۲۰۱۸ آغاز شد، زمانی که یک جیف گربهٔ متحرک ساخته شده توسط کاربر توییتر "@StrayRogue" توسط کاربر توییتر "@DitzyFlama" ویرایش شد تا بونگوها و موسیقی "Athletic" از موسیقی متن بازی سوپر ماریو ورلد را شامل شود. از آن زمان، این گربه برای آهنگ‌های بسیار دیگر و سازهای مختلف ویرایش شده است.

### لول‌کت
یک لول‌کت (‎/ˈlɒlkæt/‎LOL-kat) یک عکس ماکرو از یک یا چند گربه است. متن عکس معمولاً ویژه‌خوی و از لحاظ دستور زبانی نادرست است.
«لول‌کت» یک واژه ترکیبی از مخفف سرواژه «laugh out loud" (LOL) و «cat» به معنای گربه است. یک برابر و هم‌معنی برای «لول‌کت»، ماکروی گربه است زیرا عکس‌های آن گونه از عکس ماکرو است.

### گربه‌هایی که شبیه هیتلر هستند
گربه‌هایی که شبیه آدولف هیتلر هستند یک وبگاه طنز بریتانیایی است که تصاویری از گربه‌هایی که شبیه آدولف هیتلر هستند را به اشتراک می‌گذراد. این گربه‌ها در اینترنت معمولاً به عنوان کیتلر خطاب می‌شوند. بیشتر این گربه‌ها ابلق هستند و زیر بینی‌شان یک لکه سیاه دارند، که شبیه سبیل مسواکی هیتلر است. برخی از این گربه‌ها، برروی سرشان لکه‌های سیاه مورب دارند که همانند موی چتری هیتلر است. این وبگاه در سال ۲۰۰۶ توسط کوس پلگت و پال نیو بنیان‌گذاری شد و پس از نشان داده شدن در برنامه‌های تلویزیونی گوناگونی در اروپا و استرالیا به خوبی شناخته شدند. این وبگاه هم‌اکنون تنها توسط نیو اداره می‌شود و در فوریه ۲۰۱۳، ۷٬۵۰۰ تصویر پذیرفته شده‌است.